# Jasmin Wöhr
Jasmin Wöhr ou Woehr (née le 21 août 1980 à Tübingen) est une joueuse de tennis allemande, professionnelle depuis 1999.
À ce jour, elle a gagné trois tournois WTA en double dames, dont deux aux côtés de Barbara Schwartz.
Jasmin Wöhr a fait partie de l'équipe allemande de Fed Cup en 2006, se consacrant depuis cette année-là exclusivement aux épreuves de double sur le circuit, non sans un relatif succès.

## Palmarès

### Titres en double dames
| No | Date       | Nom et lieu du tournoi                   | Catégorie | Dotation  | Surface      | Partenaire       | Finalistes                           | Score            |          |
| -- | ---------- | ---------------------------------------- | --------- | --------- | ------------ | ---------------- | ------------------------------------ | ---------------- | -------- |
| 1  | 08/07/2002 | French Community Championships Bruxelles | Tier IV   | 140 000 $ | Terre (ext.) | Barbara Schwartz | Tathiana Garbin Arantxa Sánchez      | 6-2, 0-6, 6-4    | Parcours |
| 2  | 23/02/2004 | Copa Colsanitas Seguros Bolivar Bogota   | Tier III  | 170 000 $ | Terre (ext.) | Barbara Schwartz | Anabel Medina Arantxa Parra Santonja | 6-1, 6-3         | Parcours |
| 3  | 26/07/2010 | Istanbul Cup Istanbul                    | Intern'l  | 220 000 $ | Dur (ext.)   | Eléni Daniilídou | Maria Kondratieva Vladimíra Uhlířová | 6-4, 1-6, [11-9] | Parcours |
| 4  | 06/06/2011 | e-Boks Sony Ericsson Open Copenhague     | Intern'l  | 220 000 $ | Dur (int.)   | Johanna Larsson  | Kristina Mladenovic Katarzyna Piter  | 6-3, 6-3         | Parcours |

### Finales en double dames
| No | Date       | Nom et lieu du tournoi                  | Catégorie | Dotation  | Surface         | Vainqueures                          | Partenaire       | Score     |          |
| -- | ---------- | --------------------------------------- | --------- | --------- | --------------- | ------------------------------------ | ---------------- | --------- | -------- |
| 1  | 10/06/2002 | Wien Energie Grand Prix Vienne          | Tier III  | 170 000 $ | Terre (ext.)    | Petra Mandula Patricia Wartusch      | Barbara Schwartz | 6-2, 6-4  | Parcours |
| 2  | 20/02/2006 | Copa Colsanitas Seguros Bolivar Bogota  | Tier III  | 175 000 $ | Terre (ext.)    | Gisela Dulko Flavia Pennetta         | Ágnes Szávay     | 7-61, 6-1 | Parcours |
| 3  | 30/10/2006 | Gaz de France Stars Hasselt             | Tier III  | 175 000 $ | Moquette (int.) | Lisa Raymond Samantha Stosur         | Eléni Daniilídou | 6-2, 6-3  | Parcours |
| 4  | 24/09/2007 | Hansol Korea Tennis Championships Séoul | Tier IV   | 145 000 $ | Dur (ext.)      | Chuang Chia-Jung Hsieh Su-Wei        | Eléni Daniilídou | 6-2, 6-2  | Parcours |
| 5  | 06/01/2008 | Moorilla International Hobart           | Tier IV   | 170 000 $ | Dur (ext.)      | Anabel Medina Virginia Ruano Pascual | Eléni Daniilídou | 6-2, 6-4  | Parcours |
| 6  | 18/04/2011 | Porsche Tennis Grand Prix Stuttgart     | Premier   | 721 000 $ | Terre (int.)    | Sabine Lisicki Samantha Stosur       | Kristina Barrois | 6-1, 7-65 | Parcours |

## Parcours en Grand Chelem

### En simple
N'a jamais participé à un tableau final.

### En double dames
| Année | Open d'Australie              | Open d'Australie           | Internationaux de France      | Internationaux de France  | Wimbledon                     | Wimbledon                  | US Open                       | US Open                     |
| ----- | ----------------------------- | -------------------------- | ----------------------------- | ------------------------- | ----------------------------- | -------------------------- | ----------------------------- | --------------------------- |
| 2000  | -                             | -                          | 1er tour (1/32) T. Tanasugarn | Liezel Huber L. Montalvo  | 1er tour (1/32) Selima Sfar   | V. Ruano Paola Suárez      | -                             | -                           |
| 2002  | -                             | -                          | -                             | -                         | -                             | -                          | 1er tour (1/32) N. Grandin    | S. Asagoe Nana Miyagi       |
| 2004  | -                             | -                          | -                             | -                         | 2e tour (1/16) B. Schwartz    | M. Bartoli Émilie Loit     | 1er tour (1/32) M. Paštiková  | S. Cohen C. Granados        |
| 2005  | 1er tour (1/32) P. Wartusch   | A. Bondarenko E. Gagliardi | -                             | -                         | -                             | -                          | -                             | -                           |
| 2006  | 1er tour (1/32) Julia Schruff | S. Ferguson C. Wheeler     | 1er tour (1/32) Domachowska   | Lisa Raymond S. Stosur    | 1er tour (1/32) Selima Sfar   | Likhovtseva A. Myskina     | 1er tour (1/32) R. Oprandi    | M. Santangelo Roberta Vinci |
| 2007  | 3e tour (1/8) E. Daniilídou   | Cara Black Liezel Huber    | 2e tour (1/16) E. Daniilídou  | Lisa Raymond S. Stosur    | 2e tour (1/16) E. Daniilídou  | Peng Shuai Yan Zi          | 2e tour (1/16) E. Daniilídou  | Ágnes Szávay V. Uhlířová    |
| 2008  | 1er tour (1/32) E. Daniilídou | Sania Mirza Alicia Molik   | 1er tour (1/32) Amanmuradova  | Lisa Raymond S. Stosur    | 1er tour (1/32) Tamira Paszek | Sara Errani F. Schiavone   | 1er tour (1/32) E. Daniilídou | V. Dushevina Dzehalevich    |
| 2010  | 1er tour (1/32) Kaia Kanepi   | V. Azarenka S. Kuznetsova  | -                             | -                         | 1er tour (1/32) E. Daniilídou | I. Benešová B. Z. Strýcová | 1er tour (1/32) K. Flipkens   | S. Cîrstea L. Šafářová      |
| 2011  | 1er tour (1/32) R. Oprandi    | V. Azarenka M. Kirilenko   | 2e tour (1/16) Kudryavtseva   | A. Hlaváčková L. Hradecká | 1er tour (1/32) J. Larsson    | Raquel Kops A. Spears      | 1er tour (1/32) J. Larsson    | D. Cibulková F. Schiavone   |
| 2012  | 2e tour (1/16) Tamira Paszek  | D. Hantuchová A. Radwańska | 1er tour (1/32) Tamira Paszek | Vania King Y. Shvedova    | -                             | -                          | -                             | -                           |

Sous le résultat, la partenaire ; à droite, l’ultime équipe adverse.

### En double mixte
| Année | Open d'Australie | Open d'Australie | Internationaux de France | Internationaux de France | Wimbledon                | Wimbledon                  | US Open | US Open |
| 2011  | -                | -                | -                        | -                        | 1er tour (1/32) A. Waske | An. Rodionova Stephen Huss | -       | -       |

Sous le résultat, le partenaire ; à droite, l’ultime équipe adverse.

## Parcours en «Premier Mandatory» et «Premier 5»
Découlant d'une réforme du circuit WTA inaugurée en 2009, les tournois WTA « Premier Mandatory » et « Premier 5 » constituent les catégories d'épreuves les plus prestigieuses, après les quatre levées du Grand Chelem.

### En double dames
| Année                        | Premier Mandatory      | Premier Mandatory | Premier Mandatory | Premier Mandatory            | Premier Mandatory | Premier Mandatory | Premier Mandatory | Premier Mandatory | Premier 5 | Premier 5 | Premier 5 | Premier 5                  | Premier 5         | Premier 5 | Premier 5 | Premier 5             | Premier 5      | Premier 5  | Premier 5 | Premier 5 | Premier 5 | Premier 5 |
| Année                        | Indian Wells           | Indian Wells      | Miami             | Miami                        | Madrid            | Madrid            | Pékin             | Pékin             | Dubaï     | Dubaï     | Doha      | Doha                       | Rome              | Rome      | Canada    | Canada                | Cincinnati     | Cincinnati | Tokyo     | Tokyo     | Wuhan     | Wuhan     |
| ---------------------------- | ---------------------- | ----------------- | ----------------- | ---------------------------- | ----------------- | ----------------- | ----------------- | ----------------- | --------- | --------- | --------- | -------------------------- | ----------------- | --------- | --------- | --------------------- | -------------- | ---------- | --------- | --------- | --------- | --------- |
| 2011                         |                        |                   |                   |                              |                   |                   |                   |                   |           |           |           |                            |                   |           |           |                       |                |            |           |           |           |           |
| —                            | —                      | —                 | —                 | 1er tour (1/16) Kudryavtseva | Peng Zheng        | —                 | —                 | —                 | —         |           |           | 1er tour (1/16) Daniilídou | Petrova Rodionova | —         | —         | 2e tour (1/8) Larsson | Makarova Zheng | —          | —         |           |           |           |
| 2012                         |                        |                   |                   |                              |                   |                   |                   |                   |           |           |           |                            |                   |           |           |                       |                |            |           |           |           |           |
| 1er tour (1/16) Kudryavtseva | Gajdošová Mattek-Sands | —                 | —                 | —                            | —                 | —                 | —                 |                   |           | —         | —         | —                          | —                 | —         | —         | —                     | —              | —          | —         |           |           |           |

N.B. : le nom de la partenaire se trouve sous le résultat ; le nom des ultimes adversaires se trouve à droite.

## Parcours en Fed Cup
| #                                                                      | Date       | Lieu         | Surface      | Gagnante(s)                     | Perdante(s)                      | Score          |          |
|                                                                        |            |              |              |                                 |                                  |                |          |
| 2004 - Barrage (groupe mondial I) - Ukraine - Allemagne - 2 : 3        |            |              |              |                                 |                                  |                |          |
| 1                                                                      | 10/07/2004 | Illitchivsk  | Terre (ext.) | Barbara Rittner Jasmin Wöhr     | Yuliana Fedak Tatiana Perebiynis | 3-6, 6-4, 6-3  | Parcours |
|                                                                        |            |              |              |                                 |                                  |                |          |
| 2006 - 1/4 de finale (groupe mondial) - Allemagne - États-Unis - 2 : 3 |            |              |              |                                 |                                  |                |          |
| 2                                                                      | 22/04/2006 | Ettenheim    | Terre (ext.) | Anna-Lena Grönefeld Jasmin Wöhr | Vania King Shenay Perry          | 2-6, 6-4, 6-2  | Parcours |
|                                                                        |            |              |              |                                 |                                  |                |          |
| 2006 - Barrage (groupe mondial I) - Chine - Allemagne - 4 : 1          |            |              |              |                                 |                                  |                |          |
| 3                                                                      | 15/07/2006 | Pékin        | Dur (int.)   | Yan Zi Zheng Jie                | Kristina Barrois Jasmin Wöhr     | 6-3, 6-4       | Parcours |
|                                                                        |            |              |              |                                 |                                  |                |          |
| 2008 - Barrage (groupe mondial I) - Argentine - Allemagne - 3 : 2      |            |              |              |                                 |                                  |                |          |
| 4                                                                      | 26/04/2008 | Buenos Aires | Terre (ext.) | Sabine Lisicki Jasmin Wöhr      | Jorgelina Cravero Betina Jozami  | 6-0, 1-6, 7-62 | Parcours |

## Classements WTA en fin de saison

### En simple
| Année | 1995 | 1996 | 1997 | 1998 | 1999 | 2000 | 2001 | 2002 | 2003 | 2004 | 2005 | 2006 | 2007 | 2008 | 2009 |
| Rang  | 760  | 260  | 283  | 224  | 245  | 313  | -    | 307  | 581  | 480  | 727  | -    | -    | -    | 815  |

Source : (en) « Classements de Jasmin Wöhr », sur le site officiel du WTA Tour

### En double
| Année | 1995 | 1996 | 1997 | 1998 | 1999 | 2000 | 2001 | 2002 | 2003 | 2004 | 2005 | 2006 | 2007 | 2008 | 2009 | 2010 | 2011 | 2012 |
| Rang  | 862  | 594  | 244  | 145  | 196  | 147  | -    | 109  | 446  | 87   | 77   | 66   | 55   | 101  | 86   | 66   | 54   | 131  |

Source : (en) « Classements de Jasmin Wöhr », sur le site officiel du WTA Tour